# Bandpraktmossa
Bandpraktmossa (Plagiomnium elatum) är en bladmossart som beskrevs av T. Koponen 1968. Enligt Catalogue of Life ingår Bandpraktmossa i släktet praktmossor och familjen Mniaceae, men enligt Dyntaxa är tillhörigheten istället släktet praktmossor och familjen Plagiomniaceae. Arten är reproducerande i Sverige. Inga underarter finns listade i Catalogue of Life.

## Bildgalleri

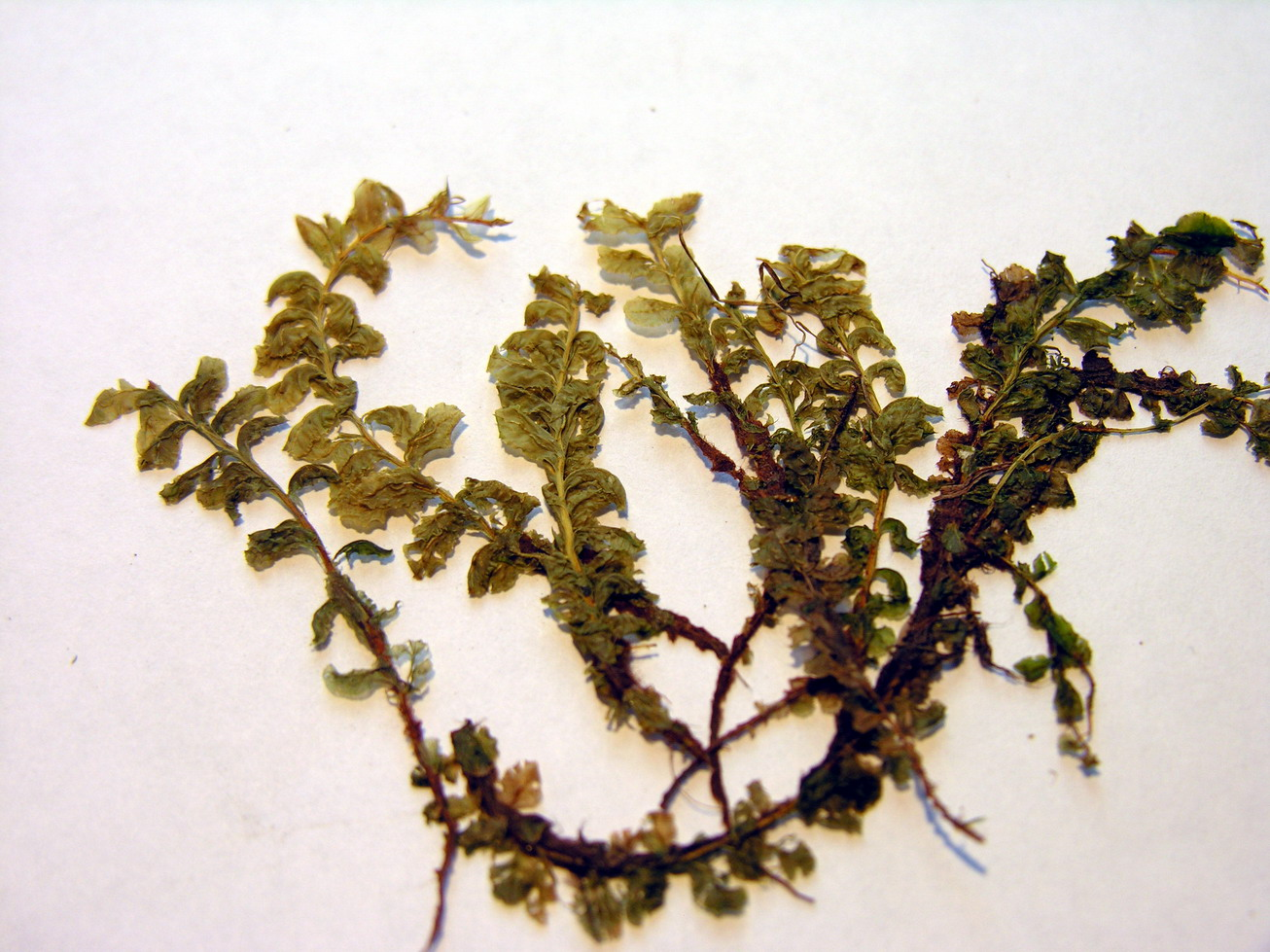